# Độ thấm của gen

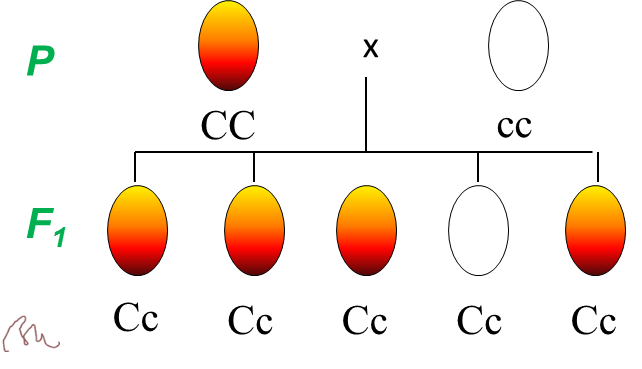
P có gen C trội hoàn toàn, sinh F_{1} có kiểu gen như nhau (Cc), nhưng chỉ 80% biểu hiện màu, thì độ thấm C = 0,8.

Độ thấm của gen là tỷ lệ số cá thể mang alen ở một kiểu gen đã biểu hiện ra kiểu hình trong quần thể., 

## Minh hoạ khái niệm
- Ví dụ 1: Màu hạt của một loài cây giả định do alen trội C (color) quy định, phép lai P = CC x cc sinh ra 100% số cá thể F1 đều là thể dị hợp Cc, nhưng ở F1 lại chỉ có 80% số hạt có màu, còn 20% số hạt không màu mặc dù kiểu gen giống nhau, thì độ thấm của alen C = 0,8 hay 80% (xem hình minh hoạ).
- Ví dụ 2: trong một thí nghiệm của Mendel: gen A quy định hạt trơn, còn gen a quy định hạt nhăn. Phép lai P = AA x aa → F1 = 100% hạt trơn; thì người ta nói alen A có độ thấm 100%.
- Ví dụ 3: Trong di truyền y học, có một gen trội B gây bệnh ở người, còn alen lặn b không gây bệnh (bình thường). Nhưng trong số người mang kiểu gen Bb (thể dị hợp), người ta chỉ thấy có 95% số người bị bệnh, còn 5% là bình thường mặc dù mang gen trội B. Người ta nói: gen B có độ thấm 0,95 (hay 95%).

## Nội dung khái niệm

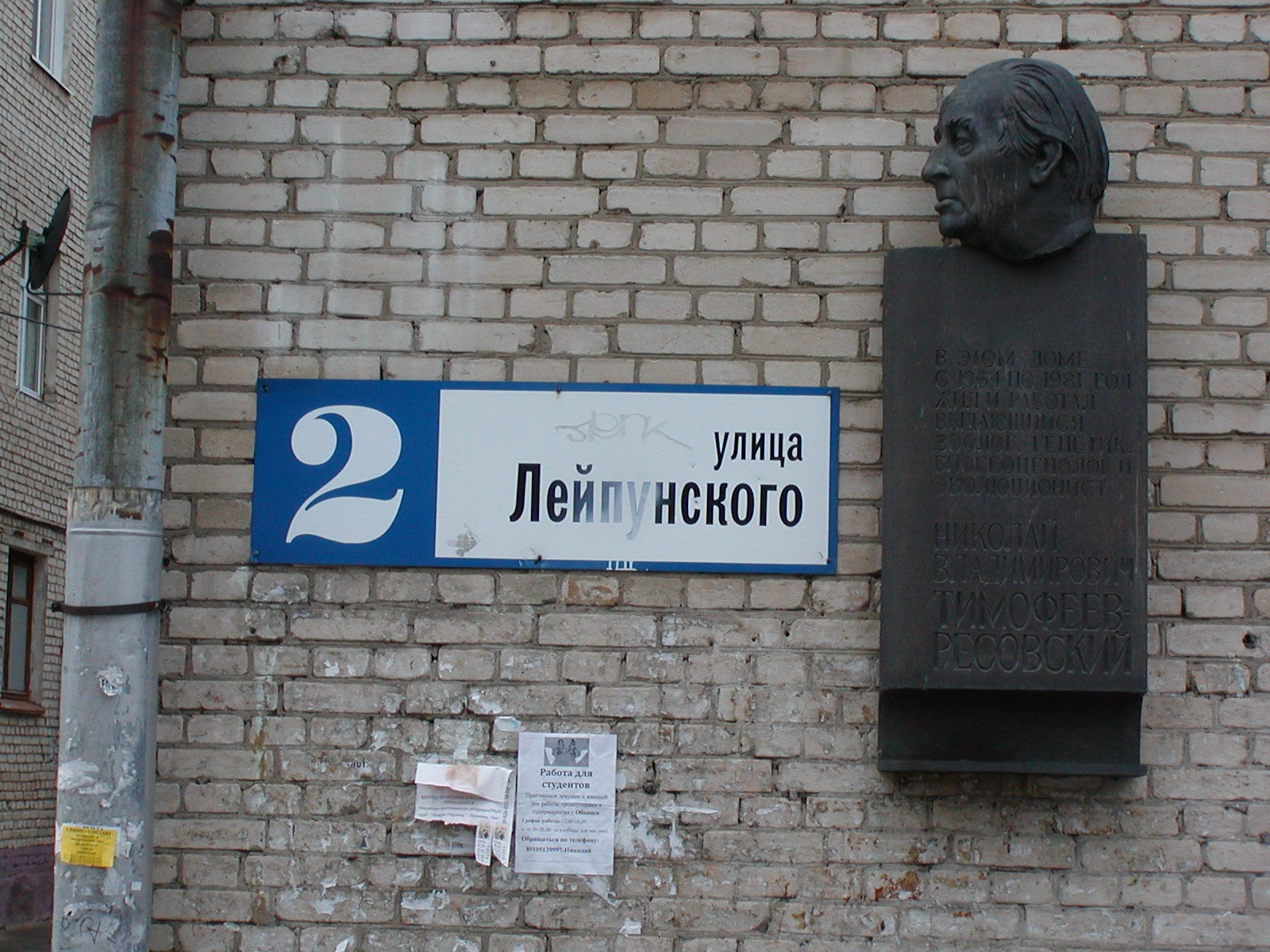
Bảng tưởng niệm ngoài ngôi nhà của N.V. Timofeev-Resovsky (1900 - 1981)

- Thuật ngữ này trong tiếng Anh gọi là: Penetrance, đã được dịch là "độ thấm" hoặc "độ thâm nhập".[2], [3] Thuật ngữ "Penetrance" được cho là đề xuất của nhà di truyền học Nga Никола́й Влади́мирович Тимофе́ев-Ресо́вский (tiếng Việt: /ti-mô-fê-ep rê-xôp-ski) vào những năm 1925 - 1930, khi nghiên cứu vấn đề mà ông gọi là механизмы проявления генов (cơ chế biểu hiện gen).[2]
- Để phân biệt với nhiều khái niệm cùng có tên "độ thấm" nhưng ở các ngành khoa học, kĩ thuật khác, thì khái niệm này thường ghi đầy đủ trong tiếng Anh là "penetrance genetics", hay trong tiếng Pháp là "génétique pénétrance" mà ở đây đã dịch là độ thấm của gen. Khái niệm này thường được gọi tắt là độ thấm.[2], [3]
- Như vậy, độ thấm hay độ thâm nhập của gen phản ánh tỉ lệ số cá thể trong một quần thể mang một kiểu gen xác định. Nó được xem như là một chỉ số đo quan hệ giữa kiểu gen và kiểu hình; nói cách khác, nó phản ánh mối quan hệ giữa các gen cụ thể trong một sinh vật và các đặc tính vật lý quan sát được của sinh vật đó.[4]
- Trong trường hợp độ thấm hoàn toàn, thì 100% số cá thể có kiểu gen đó ở cùng một quần thể sẽ cùng biểu hiện kiểu hình tương ứng như nhau. Tuy nhiên, nhiều gen không có độ thấm hoàn toàn, thì trong trường hợp này gọi là độ thấm không đầy đủ, ít hơn 100% số cá thể có cùng kiểu gen mà lại không biểu hiện kiểu hình tương ứng.

## Chú ý
- Độ thấm không phản ánh mức phản ứng, mặc dù nó liên quan ít nhiều đến tác động của ngoại cảnh.
- Độ thấm là phép đo mối quan hệ giữa kiểu gen và kiểu hình. Nói cách khác, nó phản ánh mối quan hệ giữa gen cụ thể trong một cơ thể với tính chất vật lý có thể quan sát được của cơ thể đó.[5]
- Để đo chính xác độ thấm của một gen, cần phải có số liệu thống kê về kiểu gen và kiểu hình tương ứng trong một quần thể lớn.
- Điều quan trọng cần lưu ý là độ thấm chỉ mô tả có hay không số cá thể biểu hiện một tính trạng nhất định, mà không mô tả được các biến dị cá thể trong mức độ biểu hiện của một gen cụ thể.[4]
- Độ thấm của gen còn thể hiện theo thời gian phát triển cá thể, nói nôm na là tuổi. Chẳng hạn như bệnh Alzheimer (mất trí nhớ) ở người do gen trội gây ra, nhưng người mang gen gây bệnh thường đến 60 tuổi mới thấy bệnh phát, còn hồi trẻ thì chưa bị "thấm". Trường hợp này, độ thấm lại phản ánh bằng tuổi cá thể.[2], [4]
- Độ thấm của gen khác với độ hiện của gen, mặc dù chúng thường liên quan với nhau (xem thêm ở trang: độ hiện của gen). Ngoài ra, một gen nào đó có độ thấm dưới 100% không có nghĩa là gen đó là trội không hoàn toàn.
- Cơ chế về độ thấm là phức tạp, vì biểu hiện của gen có thể  còn thay đổi do các biến đổi trong tế bào, do gen tương tác  không cùng nhóm tương tác, hoặc do các chất ức chế sản sinh trong phần từ phần khác của bộ gen, hoặc đôi khi cũng do tác động của môi trường. Sự vắng mặt của chức năng gen trong kiểu hình như vậy là do những tác động rất tinh vi, rất khó đo lường trong phòng thí nghiệm.[6]